# Uffe Ellemann-Jensen
Uffe Ellemann-Jensen (ur. 1 listopada 1941 w Haarby, zm. 18 czerwca 2022 w Kopenhadze) – duński polityk i ekonomista, w latach 1982–1993 minister spraw zagranicznych, od 1984 do 1998 lider liberalnej partii Venstre, przewodniczący Partii Europejskich Liberałów, Demokratów i Reformatorów (1995–2000).

## Życiorys
W latach 1962–1964 służył w wojsku, studiował ekonomię na Uniwersytecie Kopenhaskim. Pracował m.in. w duńskich mediach jako dziennikarz i konsultant. Zaangażował się w działalność polityczną w ramach partii Venstre. W 1977 z jej ramienia po raz pierwszy został wybrany do Folketingetu, w duńskim parlamencie zasiadał do 2001. We wrześniu 1982 objął urząd ministra spraw zagranicznych w rządzie, na czele którego stanął Poul Schlüter. Stanowisko to zajmował do stycznia 1993 w czterech kolejnych gabinetach tego premiera. Jako minister był zwolennikiem aktywnego udziału Danii w NATO.
W 1984 został nowym liderem liberałów, zastępując Henninga Christophersena. Zrezygnował z tej funkcji po wyborach parlamentarnych w 1998, kiedy to koalicja ugrupowań centroprawicy pod jego przywództwem nieznacznie przegrała, co wiązało się z pozostaniem w opozycji. Przywództwo w Venstre objął wówczas Anders Fogh Rasmussen. Od 1995 do 2000 Uffe Ellemann-Jensen przewodniczył Partii Europejskich Liberałów, Demokratów i Reformatorów.
Po odejściu z polityki kierował przez kilka lat centrum zajmującym się prawami człowieka i sprawami międzynarodowymi.
Wyróżniony tytułem doktora honoris causa przez Uniwersytet Gdański (2002).
Był ojcem Jakoba i Karen.

## Odznaczenia[4]
- Krzyż Wielki Orderu Danebroga (Dania)[5][6]
- Krzyż Wielki Orderu Gwiazdy Polarnej (Szwecja)
- Krzyż Wielki Orderu Zasługi (Norwegia)
- Wielka Wstęga Orderu Alawitów (Maroko)
- Krzyż Wielki Orderu Oswobodziciela (Wenezuela)
- Krzyż Wielki Komandorski Orderu Wielkiego Księcia Giedymina (Litwa)[7]
- Krzyż Wielki Orderu San Marino (San Marino)
- Srebrny Order Wolności (Słowenia)
- Wielka Złota Odznaka Honorowa na Wstędze za Zasługi dla Republiki Austrii (Austria)
- Wielki Oficer Orderu Trzech Gwiazd (Łotwa)
- Krzyż Komandorskim z Gwiazdą Orderu Zasługi RP (Polska)[8]
- Wielka Wstęga Orderu Zasługi (Egipt)
- Wielka Wstęga Orderu Słonia Białego (Tajlandia)
- Krzyż Wielki Orderu Oranje-Nassau (Holandia)
- Krzyż Wielki Orderu Krzyża Ziemi Maryjnej (Estonia)
- Krzyż Wielki Orderu Infanta Henryka (Portugalia)
- Krzyż Wielki Orderu Białej Róży (Finlandia)
- Krzyż Wielki Orderu Korony Dębowej (Luksemburg)
- Krzyż Wielki Orderu Izabeli Katolickiej (Hiszpania)
- Krzyż Wielki Orderu Zasługi Rolniczej i Przemysłowej (Portugalia)
- Order Księcia Trpimira (Chorwacja)
- Order Tri Shakti Patta (Nepal)
- Medal Pamiątkowy 13 Stycznia (Litwa)[7]
- Medal Rady Bałtyckiej[9]